# كيث ويلسون (سياسي)
كيث ويلسون (بالإنجليزية: Keith Wilson)‏ هو سياسي أسترالي، ولد في 5 سبتمبر 1936. انتخب عضو الجمعية التشريعية لأستراليا الغربية.